# Удар по Мадждаль-Шамсу
27 июля 2024 года неуправляемый разрывной снаряд Фалак-1, запущеный из Ливана, попал в друзский населённый пункт Мадждаль-Шамс на севере Голанских высот. Он взорвался на футбольном поле, убив 12 подростков и молодых людей в возрасте от 10 до 16 лет. По меньшей мере 42 человека получили ранения. Десятки других с травмами разной степени тяжести были доставлены в больницы командами «Маген Давид Адом» и вертолётами Армии обороны Израиля. Израиль и США обвинили в ударе исламистскую вооружённую группировку «Хезболла». «Хезболла», в свою очередь, заявила об обстреле близлежащей военной базы, отрицая нанесение удара по футбольному полю.
Атака произошла на фоне более широкой региональной напряжённости, когда «Хезболла», поддерживаемая Ираном, после нападения ХАМАСа на Израиль 7 октября 2023 года и начала войны Израиля с ХАМАСом, снова начала практически ежедневно запускать ракеты по северному Израилю и Голанским высотам, что привело к эвакуации жителей северного Израиля. Ответные удары Израиля привели к эвакуации жителей южного Ливана.

## Предыстория
На следующий день после вторжения ХАМАС в Израиль 7 октября 2023 года, «Хезболла», поддерживаемая Ираном, снова начала практически ежедневно запускать ракеты по северному Израилю и Голанским высотам, что привело к эвакуации жителей северного Израиля. Ответные удары Израиля привели к эвакуации жителей южного Ливана. Обстрелы со стороны «Хезболла» и Израиля происходили на уровне, причинявшем значительный ущерб, но не перерастали в полномасштабную войну.
«Хезболла» использовала передовые ракеты иранского происхождения, включая ракетную систему Falaq-1, в своих атаках на Израиль. В ответ на аналогичную атаку в июне, в результате которой пострадали мирные жители на футбольном поле в друзском городе Хурфейш, Израиль нанес удары по военным объектам в глубине Ливана.

## Атака
В 18:18 в Мадждаль-Шамсе после обстрела на севере сработала сирена. После этого снаряд попал и взорвался на футбольном поле, расположенном недалеко от детской площадки. Согласно первоначальным сообщениям, одиннадцать человек получили ранения, пятеро из них находились в критическом состоянии, а шестеро — в тяжёлом. Службы экстренной помощи, включая «Маген Давид Адом», оказали помощь тяжело раненным в возрасте от 10 до 20 лет, некоторые из которых были переведены в местные клиники. Старший фельдшер «Маген Давид Адом» описал место происшествия как разрушение с жертвами, лежащими на траве.
По словам жителей, дети играли в футбол во время атаки, и хотя включилась предупреждающая сирена, прошло всего несколько секунд, прежде чем ракета попала в поле, не оставив времени на поиски убежища.
До того, как стало известно о взрыве на футбольном поле, «Хезболла» взяла на себя ответственность за несколько атак, включая одну с ракетой типа «Фалак» на военный штаб бригады «Хермон», которая находилась в 3 км от атакованного футбольного поля. Высокопоставленный представитель «Хезболлы» Мохаммад Афиф позже заявил, что группа не несёт ответственности за атаку на Мадждаль-Шамс. Армия обороны Израиля заявила, что они провели оценку и пришли к выводу, что «Хезболла» несёт ответственность за ракетную атаку. Представитель Армии обороны Израиля Даниэль Хагари заявил, что использованная ракета относилась к типу «Фалак-1» иранского производства.
Нападение было охарактеризовано как самая смертоносная атака на мирных жителей со времени вторжения ХАМАС 7 октября 2023 года. Израильская полиция и детективы Северного округа обеспечили безопасность места крушения и провели поиск дополнительных останков, чтобы исключить любой дальнейший риск для общественности. Полковник Авихай Адраи, представитель Армии обороны Израиля, говорящий на арабском языке, заявил, что нападение было совершено Али Мухаммадом Яхьей, который является командиром ракетной пусковой площадки в Шебаа.

## Жертвы
При нападении погибли:
1. Алма Айман Фахр ад-Дин (11 лет);
2. Амир Рабиа Абу Салех (16 лет);
3. Джон Вадиа Ибрагим (13 лет);
4. Исиль Нашаат Аюб (12 лет);
5. Милад Муадад аш-Шаар (10 лет);
6. Наджи Тахер аль-Халаби (11 лет);
7. Натем Фахер Саиб (16 лет)[47];
8. Финис Адхам Сафади (11 лет);
9. Фаджр Лаит Абу Салех (16 лет);
10. Хазем Акрам Абу Салех (15 лет);
11. Язан Найиф Абу Салех (12 лет);
12. Гаджафара Ибрагим (11 лет) — числился пропавшим без вести[48] более 30 часов и его не было среди похороненных, но потом он был признан убитым; ракета, предположительно, попала прямо в него[49].

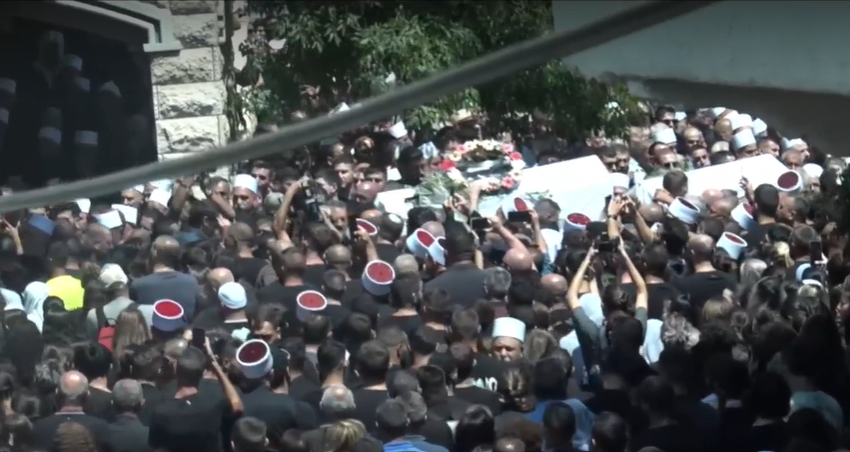
Похороны погибших детей через день после нападения

По меньшей мере 42 человека получили ранения. Десятки других с травмами разной степени тяжести были доставлены в больницы командами «Маген Давид Адом» и вертолётами Армии обороны Израиля.
Согласно заявлению местных властей Мадждаль-Шамса, никто из убитых в результате обстрела не имел гражданства Израиля (территория, с точки зрения международного права, рассматривается как оккупированная Израилем территория Сирии).

## Реакция
Шейх Муафак Тариф, лидер общины друзов в Израиле, осудил нападение: «Огромный шок от ужасной бойни, произошедшей сегодня вечером в результате жестокого и убийственного террористического нападения, в результате которого пострадали невинные дети, игравшие в футбол <…> страна не может позволить себе постоянный вред своим гражданам и жителям <…> Сегодня вечером это перешло все возможные красные и черные линии».
Согласно анализу The Jerusalem Post, «Хезболла» и ливанские официальные лица попытались дистанцироваться от ответственности за бойню, в том числе путём распространения дезинформации, несмотря на растущие доказательства связи «Хезболлы» с атакой. Эти действия были направлены на избежание репутационных потерь и последствий, включая потенциальные беспорядки среди друзов в Ливане и Сирии. Правительство Ливана осудило удар и «все акты насилия против гражданского населения», обратившись к США с просьбой призвать Израиль проявить сдержанность, заявив, что и США попросили Ливан передать аналогичную просьбу «Хезболле».
США также осудили нападение, заявив: «Израиль продолжает сталкиваться с серьёзными угрозами своей безопасности, как это увидел сегодня мир, и США будут продолжать поддерживать усилия по прекращению ужасающих атак вдоль „голубой линии“. Наша поддержка Израиля непоколебима, в том числе против всех террористических организаций, поддерживаемых Ираном, включая ливанскую Хезболлу».
Хакмат аль-Хаджри, духовный лидер друзов в Сирии, также осудил нападение, призвав международные круги «привлечь к ответственности тех, кто совершил это преступление. Лидер друзов Ливана также осудил нападение».

## Последствия

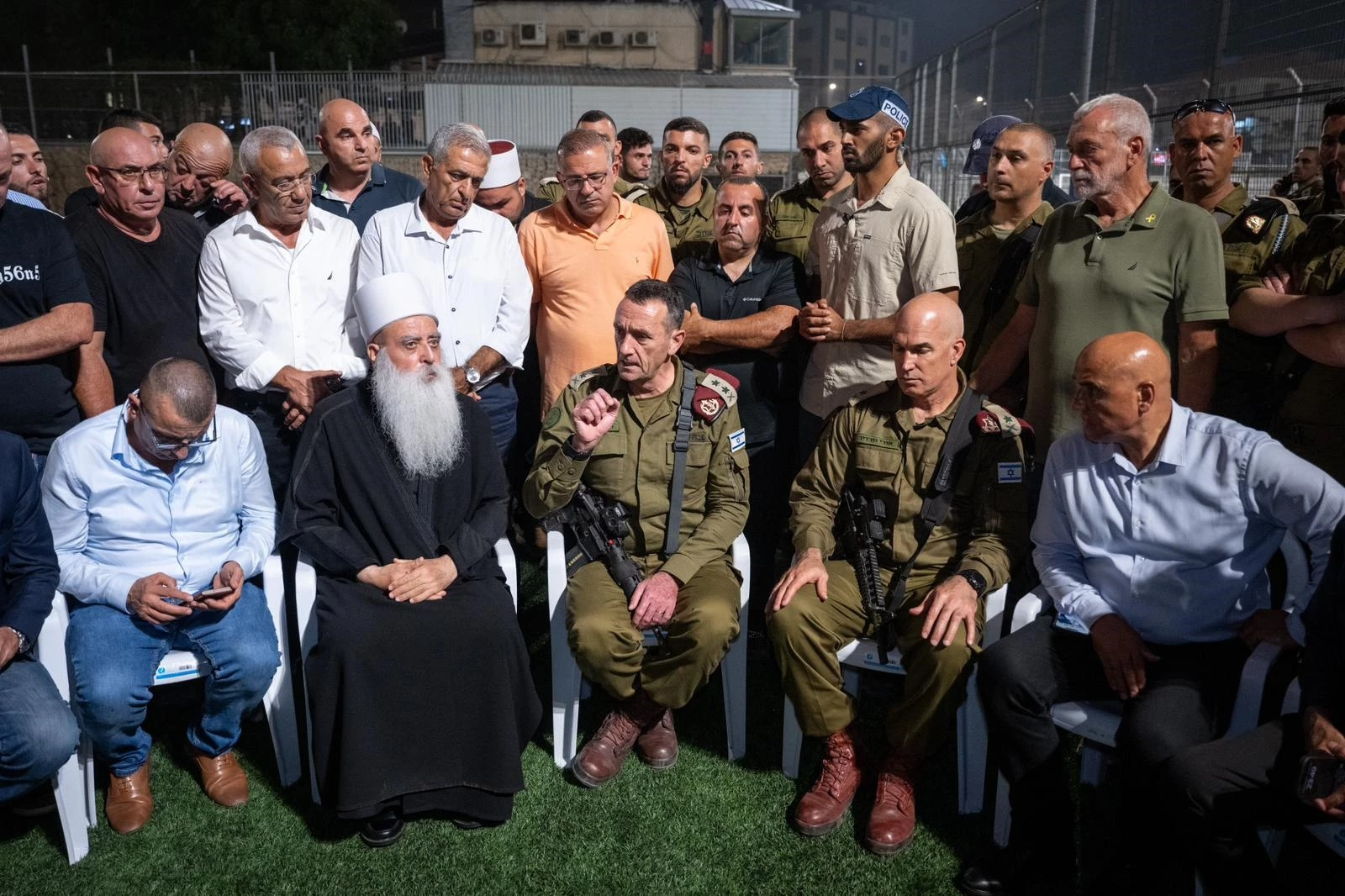
Начальник штаба Армии обороны Израиля генерал-лейтенант Херци Ха-Леви на футбольном поле в Мадждаль-Шамсе встречается с лидером друзской общины шейхом Мовафаком Тарифом, представителями местного совета и старшими офицерами Армии обороны Израиля

### Ответные действия Израиля
После атаки израильские военные заявили, что нанесли удары по складам оружия и инфраструктуре «Хезболлы» в Ливане, а также по месту, откуда была запущена ракета.
30 июля 2024 года Израиль нанёс авиаудар по жилому дому в пригороде Бейрута, убив Фуада Шукра, разыскиваемого США террориста, бывшего правой рукой генсека «Хезболлы» Хасана Насраллы и его советником по планированию и руководству военными операциями. Шукр обвинялся Израилем в организации ракетного обстрела Мадждаль-Шамса и многих других убийствах. 27 сентября был убит и сам Хасан Насралла, а 2 октября — Хадр Аль-Шаабия, командир «Хезболлы», руководивший сотнями обстрелов израильских позиций на Ар-Дов, Хермоне и Голанских высотах, и также причастный к удару по Мадждаль-Шамсу.

### Сбор средств для пострадавших
На следующий день после атаки, 28 июля, 2065 израильтян собрали более 300 000 шекелей для друзских семей в Мадждаль-Шамсе, потерявших детей в результате ракетного обстрела. На 29 июля общая сумма пожертвований им от еврейских организаций, а также физлиц и юрлиц в Израиле, составила около 530 тысяч долларов.

### Комментарии
1. ↑  «Хезболла» признана террористической организацией в США[5], Великобритании[6], Канаде[7], Австралии[8], Нидерландах[9], Чехии[10], Германии[11][12], Австрии[10], Швейцарии[10], Эстонии[13], Литве[14], Сербии[15], Словении[16], Израиле[17], Аргентине[18][19], Колумбии[20], Гватемале[21], Гондурасе[20][22] и Парагвае[23]. Её военное крыло также признано террористической организацией в ЕС[24], Франции[25], Новой Зеландии[26] и Республике Косово[27].